# Blatnice pod Svatým Antonínkem
Blatnice pod Svatým Antonínkem (dříve také Velká Blatnice nebo Hrubá Blatnice, německy Groß Blatnitz) je moravská obec v okrese Hodonín v Jihomoravském kraji, 14 km jižně od Uherského Hradiště a 27 km severovýchodně od Hodonína. Leží na Slovácku na úpatí Bílých Karpat, pod vrcholy Svatý Antonínek, Střečkův kopec a Roháč. Obcí protéká potok Svodnice. Žije zde přibližně 1 900 obyvatel. 

## Historie

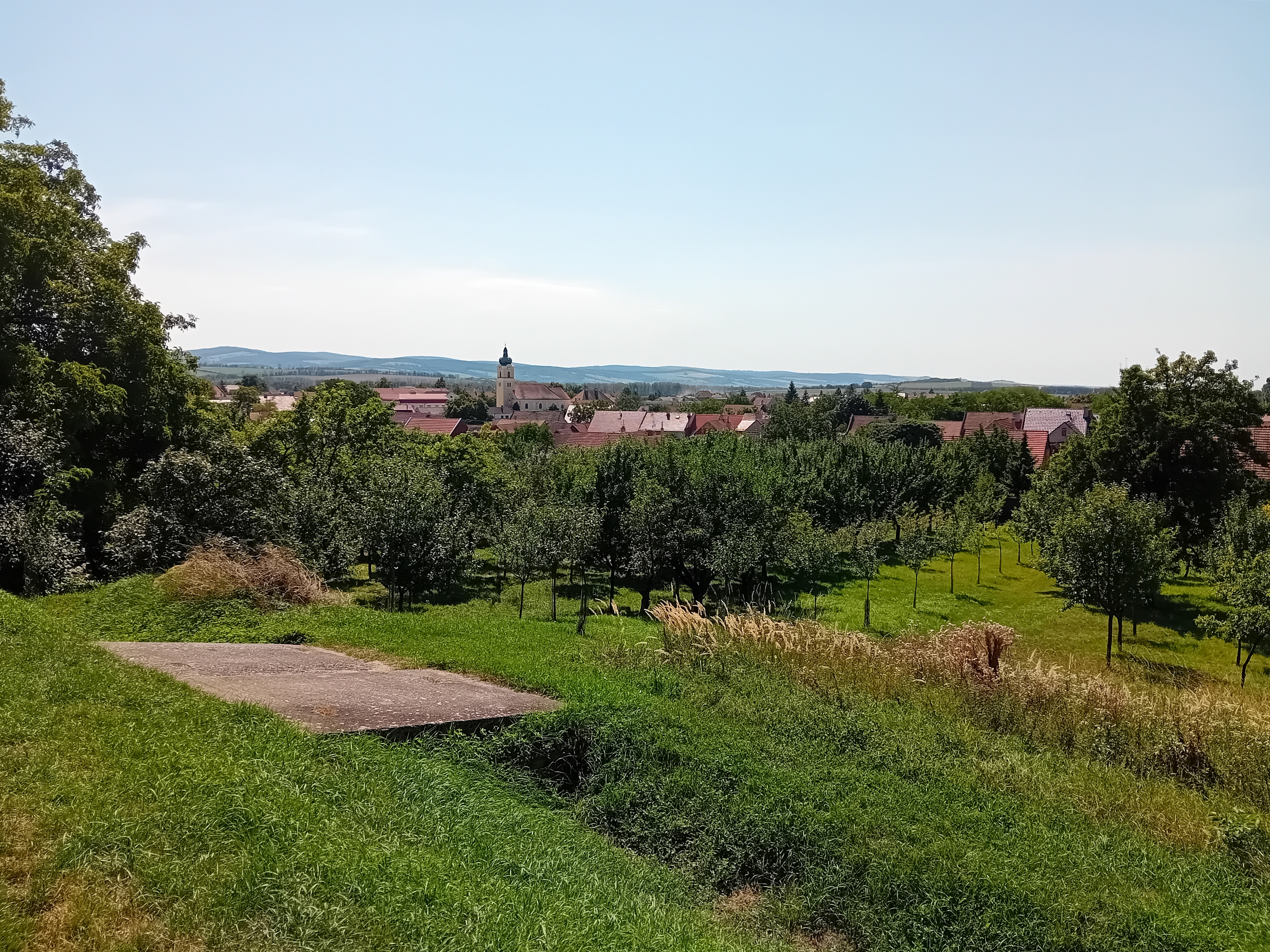
Panoramatický pohled na obec

První zmínka o Blatnici pochází z roku 1046. Jedná se o zakládací listinu staroboleslavské kapituly, kde je Blatnice darována knížetem Břetislavem I. právě této nové kapitule. Blatnice ale byla založena pravděpodobně již dříve, a to už v 9. století.
Ve 13. století se v Blatnici začala pěstovat vinná réva a v 14. století byla díky příznivým klimatickým a půdním podmínkám vyhlášena vinařskou vesnicí, jejíž víno se vyváželo až do Prahy.
V 18. století sem přibylo hned několik soch svatých, které byly rozestavěny na několik míst v obci. Jsou to většinou patroni, mezi něž patří například svatý František Xaverský a svatý Jan Nepomucký.
V roce 1907 byla Blatnice císařským rozhodnutím a výnosem moravského místodržitelství povýšena na městys. Tento status přestal být v Československu používán okolo roku 1950. Od jeho opětovného zavedení v roce 2006 obec Blatnice dosud o návrat tohoto statusu nepožádala.

## Obyvatelstvo
V roce 2013 žilo v obci přes 2 000 obyvatel. Dle sčítání lidu v roce 2011 se z 2 014 obyvatel Blatnice hlásilo 837 (41,64 %) k české národnosti, 677 (33,6 %) k moravské, 14 (0,7 %) ke slovenské a 4 k ukrajinské. 370 obyvatel (18,4 %) svou národnost neuvedlo.
V roce 2011 se 1 230 (61,1 %) obyvatel označilo za věřící. 1 060 (52,6 %) obyvatel se hlásilo k Římskokatolické církvi, dále zde bylo 7 (0,3 %) evangelíků. 182 (9 %) obyvatel se označilo jako bez náboženské víry a 602 (29,9 %) na otázku víry neodpovědělo.

## Zajímavosti
Blatnice má svébytnou kulturu a historii. Mezi nejvýznamnější události patří pouť u Svatého Antonínka, která se každoročně uskutečňuje v červnu první neděli po svátku sv. Antonína. Na konci srpna se koná děkovná pouť, při níž věřící děkují za úrodu. Menší poutě jsou při dalších příležitostech. Místní krojované hody se konají na sv. Kateřinu, tedy poslední víkend před adventním obdobím.
Obec je také proslulá svým vínem, které má bohatou tradici. Má i vlastní značku vína Blatnický Roháč. Vinaři v obci zpracovávají značnou část úrody hroznů tradičním způsobem ve vinných sklepech, z nichž nejstarší pocházejí z konce 16. a počátku 17. století.
Blatnice je součástí Slovácké vinařské oblasti. Výrobou a prodejem révového vína se zde zabývají jak drobní pěstitelé, tak vinařské firmy. Písemně je doloženo, že v obci, ve viniční trati Plachty, vlastnil vinohrad Jan Ámos Komenský, který měl v Blatnici příbuzné.
V obci se nachází chráněná památková rezervace  „Pod Starýma horama“, kde v jedné ulici stojí několik desítek búd.
Vesnice je také známá výrobou kraslic, které mají daná pravidla zdobení a typické prvky, obdobně jako např. místní kroj. Charakteristické pro místní kraslice je barevné zdobení na černém podkladě.
V obci je kostel, základní škola a další občanské vybavení.

## Pamětihodnosti
Mezi nejvýznamnější blatnické pamětihodnosti patří poutní místo s kaplí sv. Antonína Paduánského zvané Svatý Antonínek. Rovněž samotný blatnický kostel svatého Ondřeje s přináležející farou. Kromě drobnější sakrální architektury, sochy sv. Františka Xaverského a sloupu se sochou P. Marie Immaculaty, je to dále téměř třicítka zachovalých historických vinných sklepů.

## Galerie

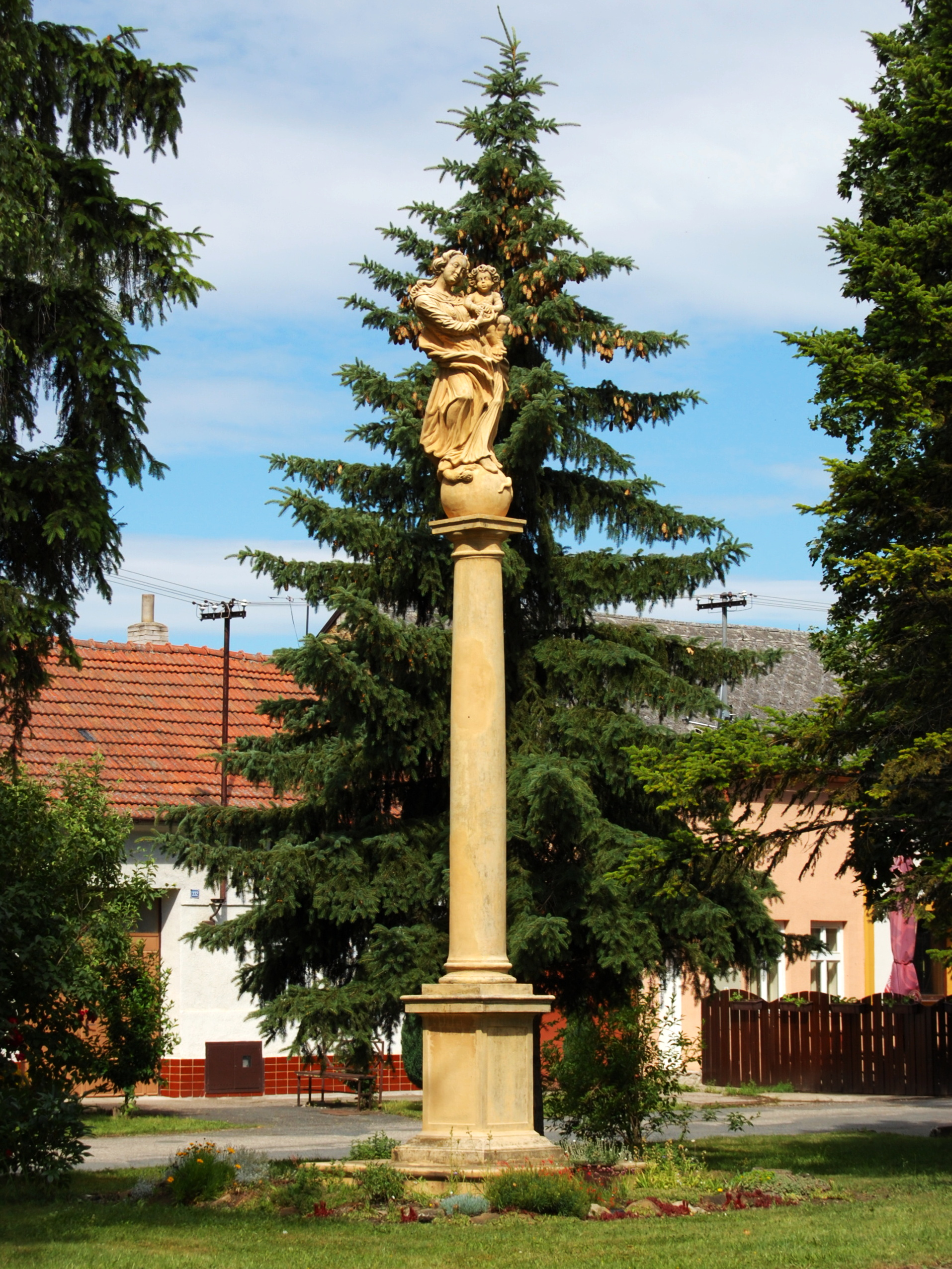
Mariánský sloup
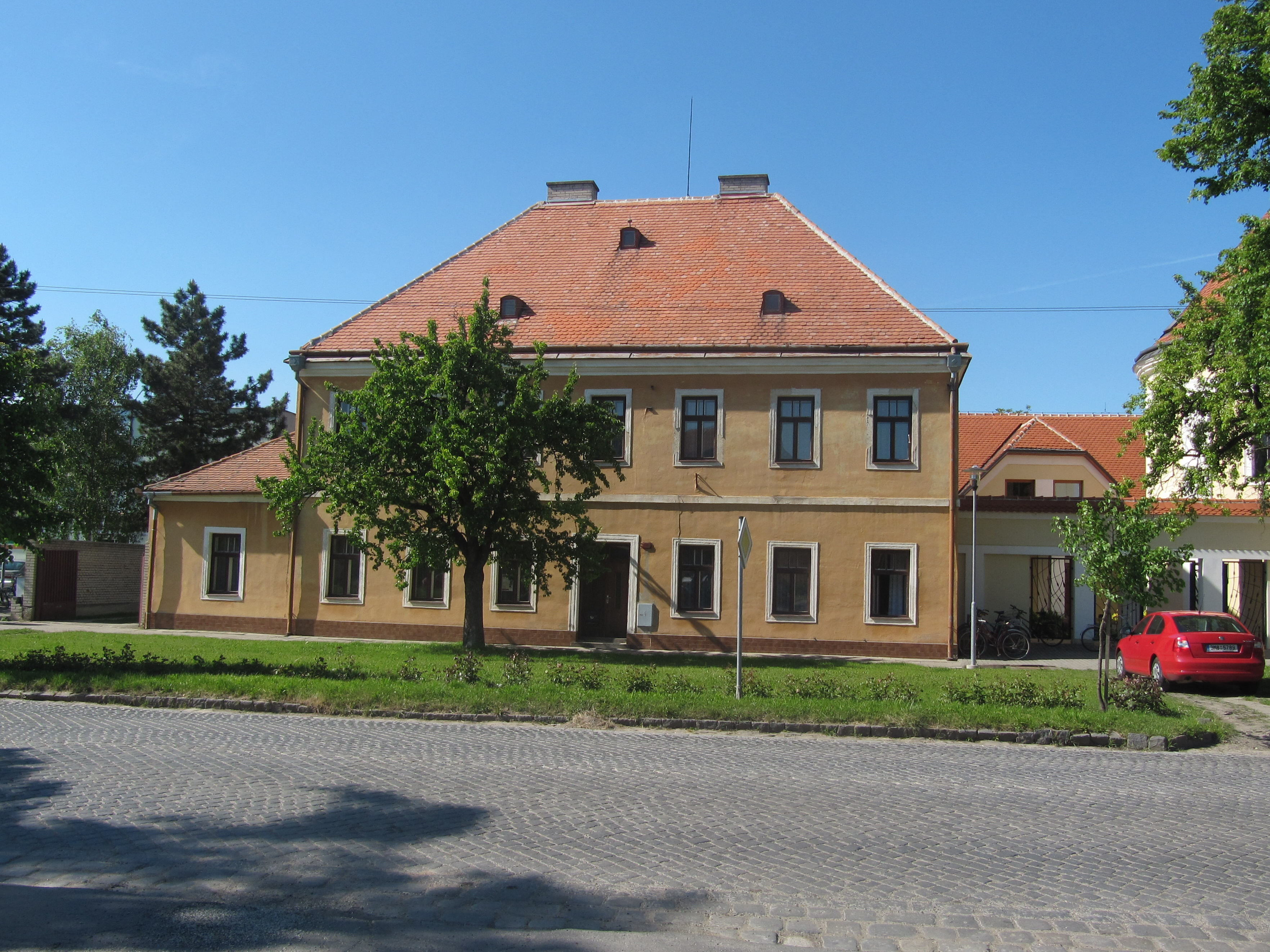
Fara
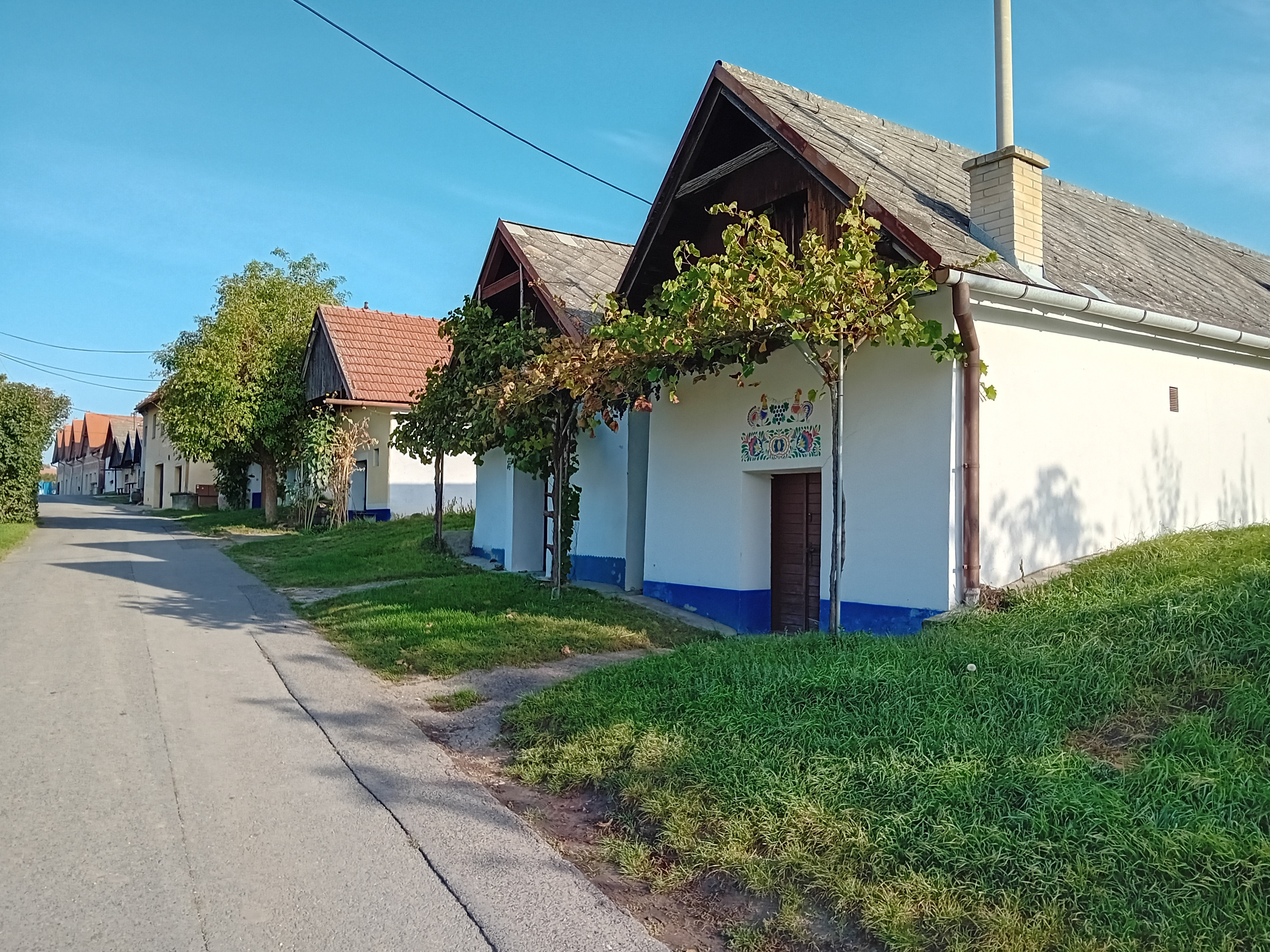
Vinné sklepy
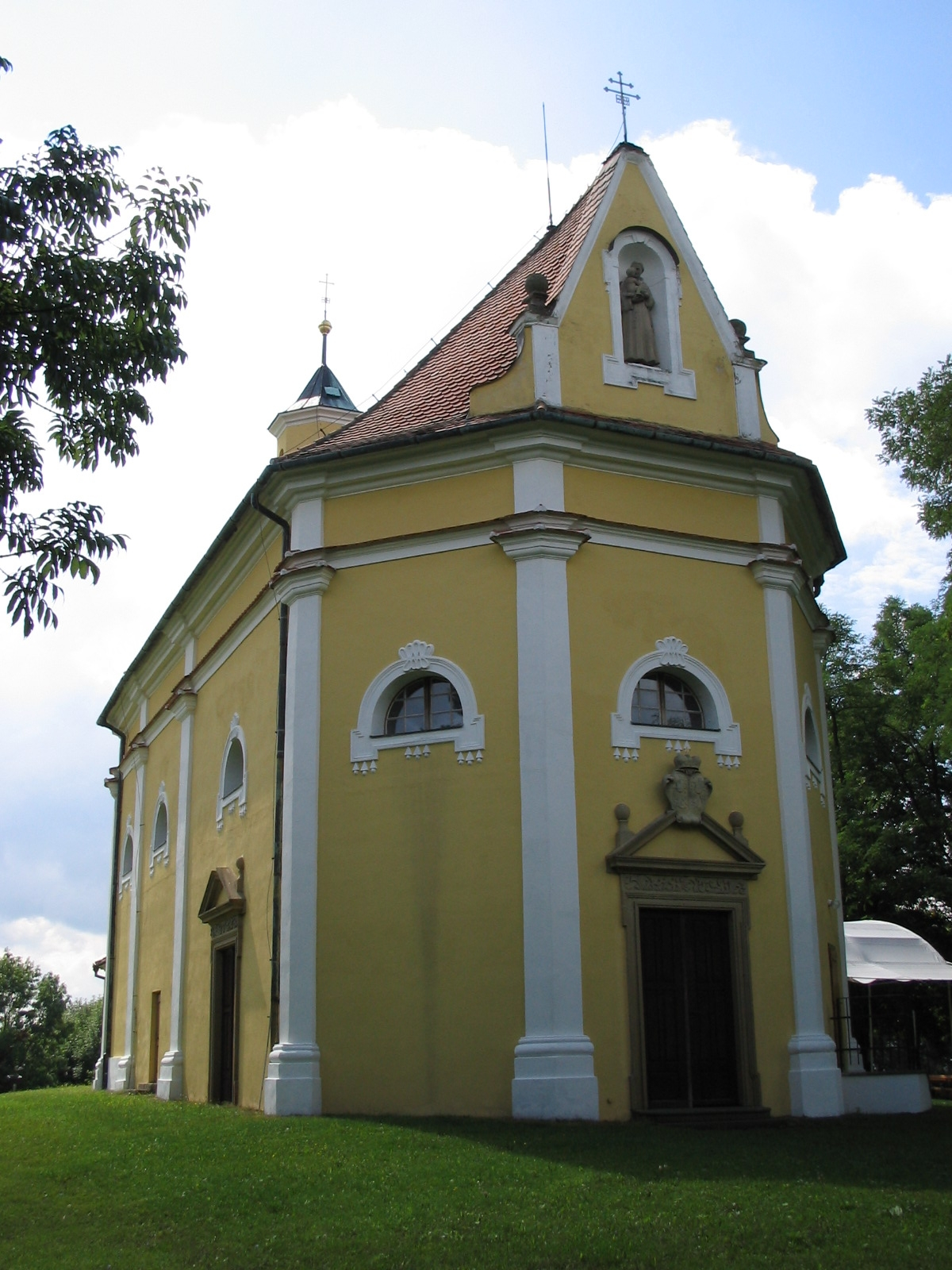
Poutní kaple sv. Antonína Paduánského
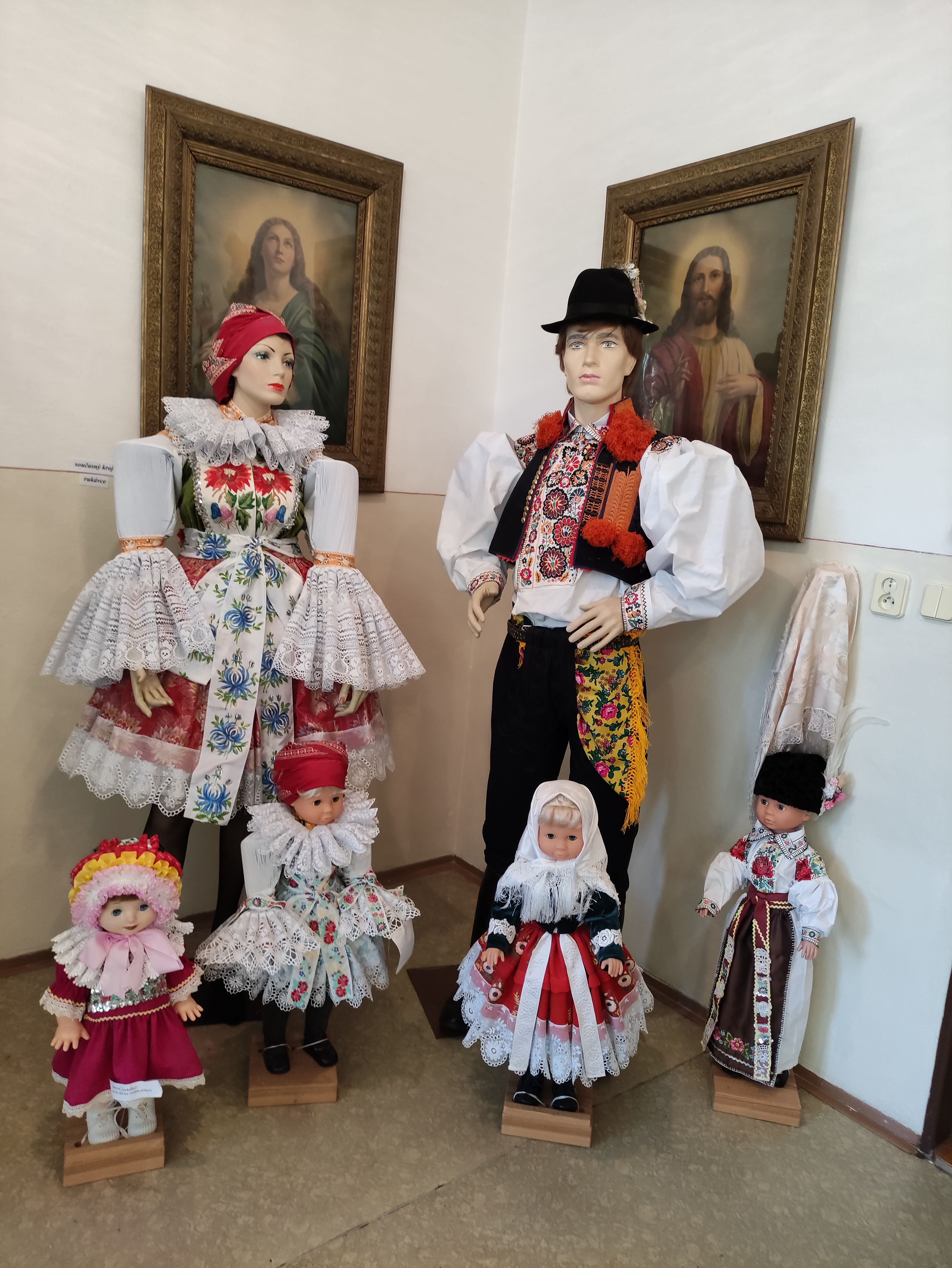
Blatnické kroje
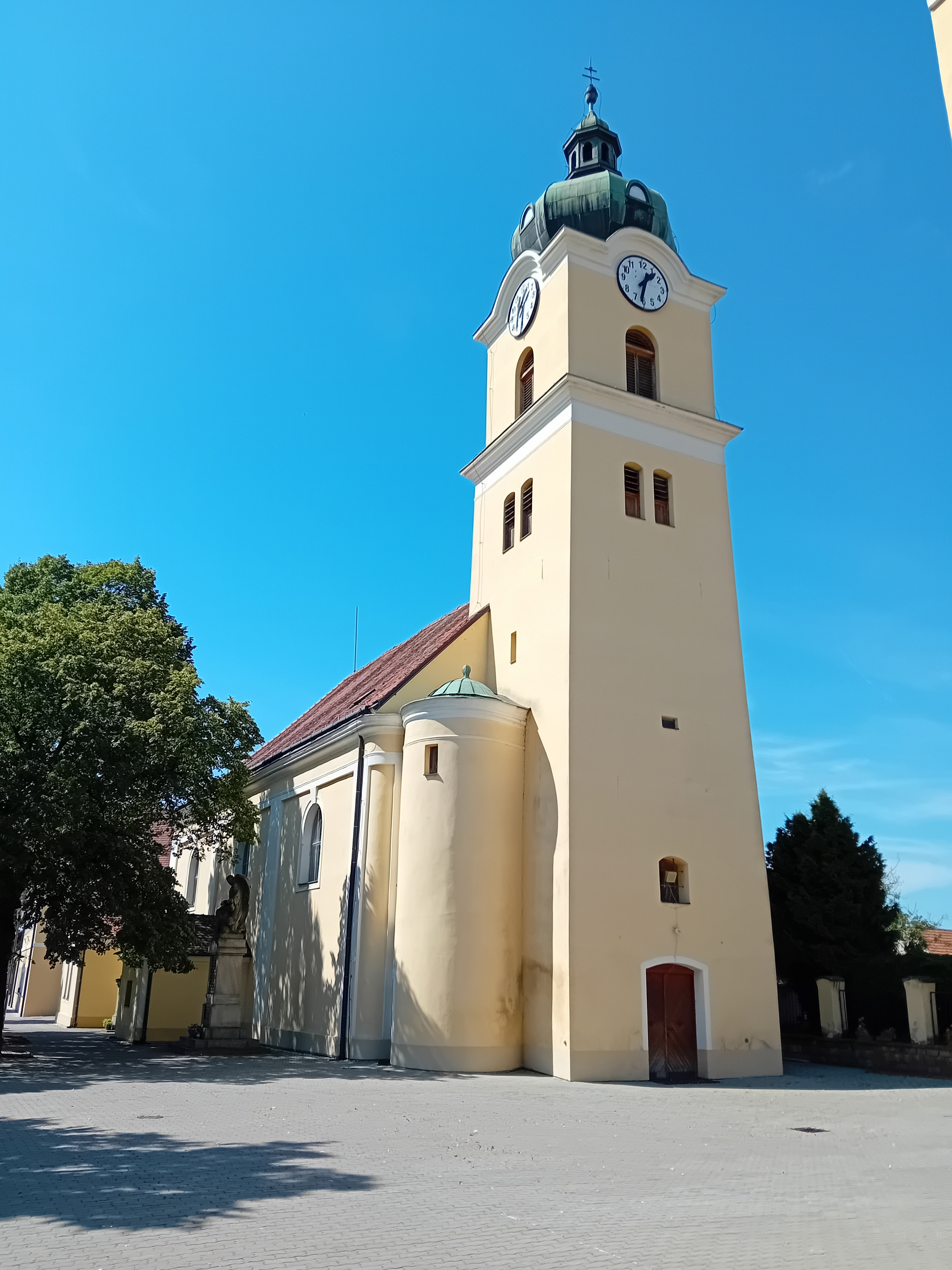
kostel svatého Ondřeje
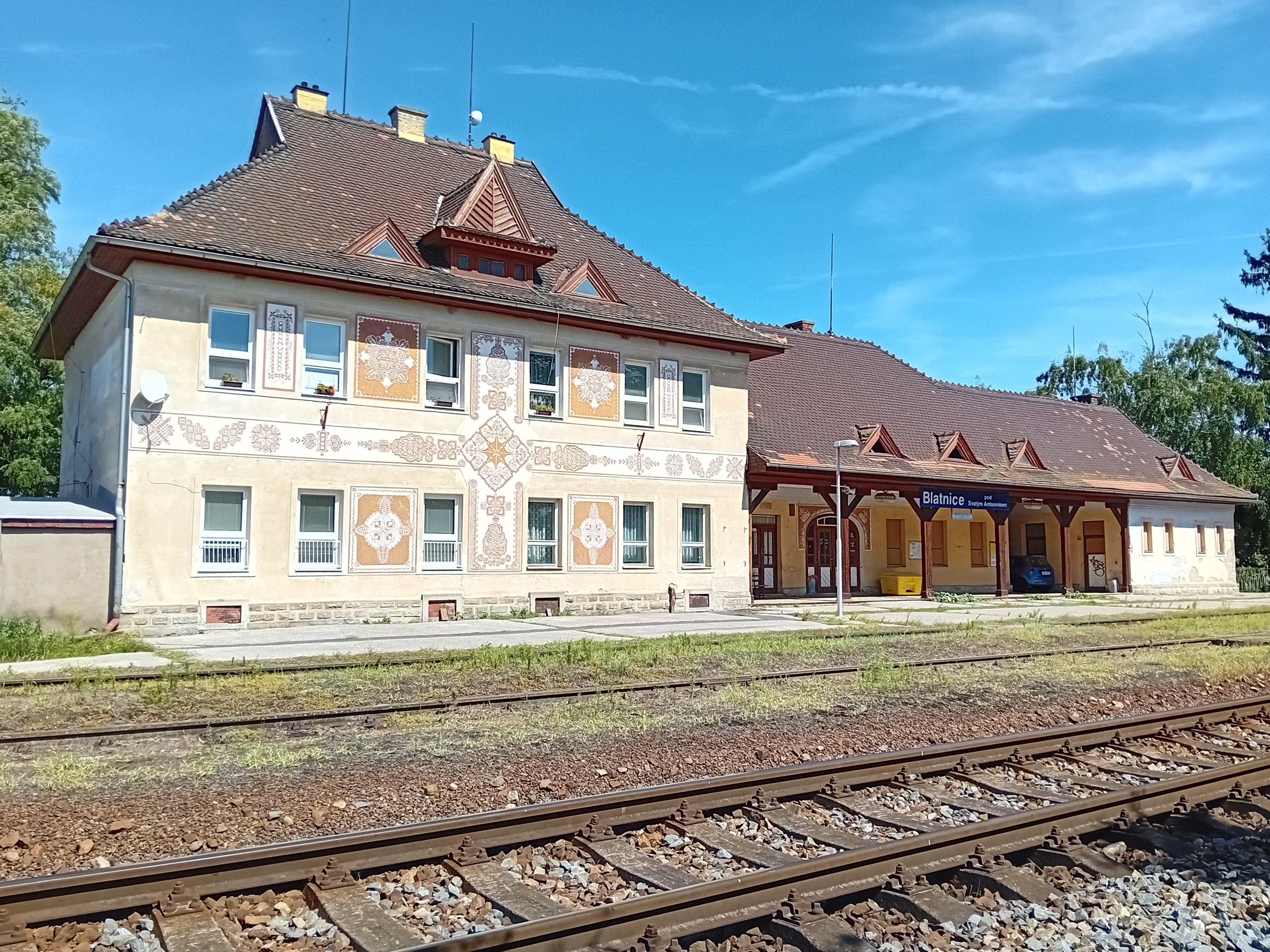
Železniční stanice
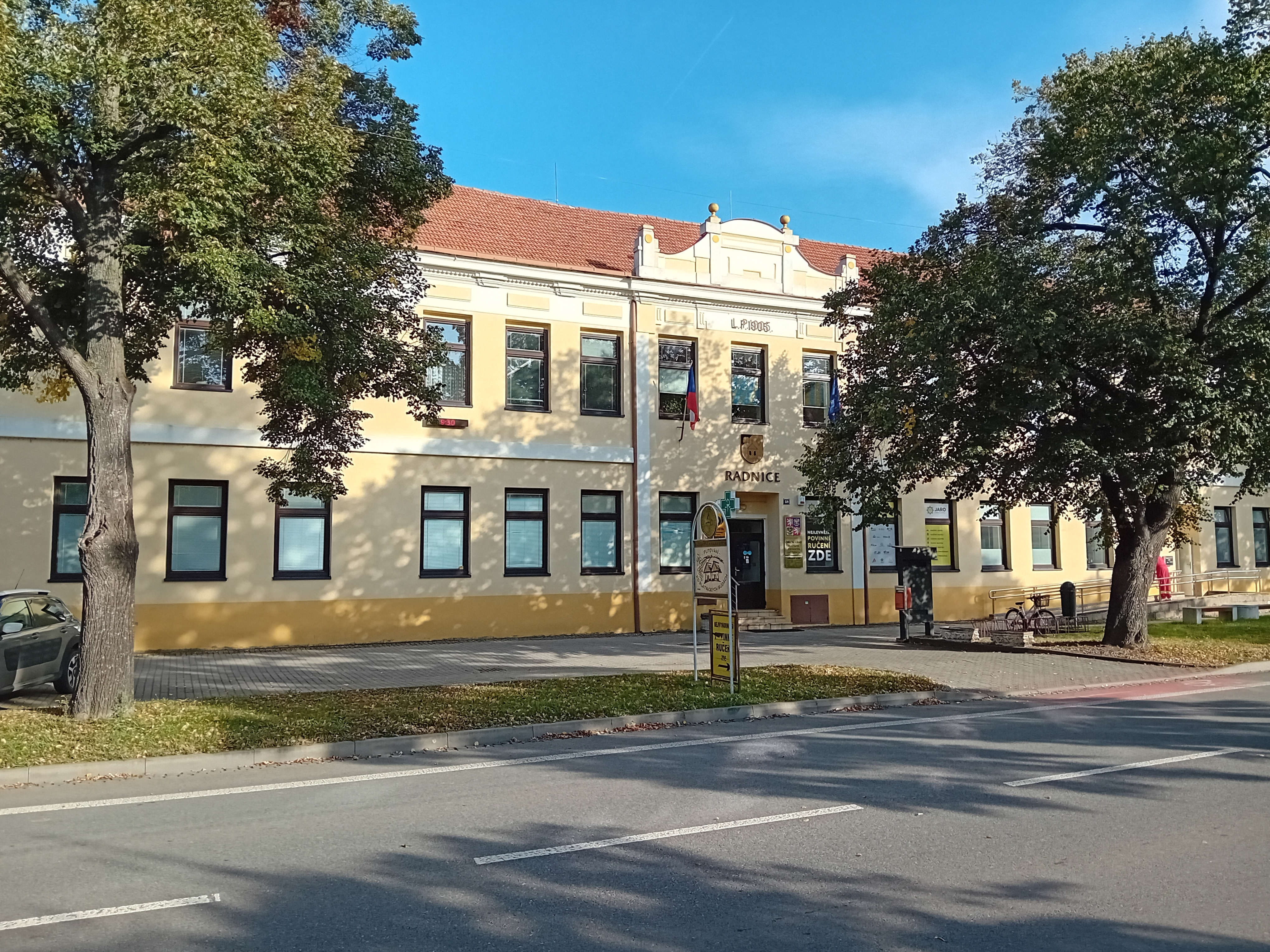
Radnice

## Doprava
Jihozápadně od obce vede železniční trať Veselí nad Moravou – Nové Mesto nad Váhom. Provoz na trati byl zahájen 8. prosince  1927. V zastávce Blatnice pod Svatým Antonínkem zastavují osobní vlaky a zajišťují přímé spojení s okresním městem Hodonín.
Obcí procházejí silnice I/54, I/71 a III/4991. Podle celostátního sčítání dopravy přijelo po silnici I/54 od Veselí nad Moravou v roce 2010 v průměru 3 202 vozidel denně (z toho 2 779 osobních, 414 těžkých nákladních a 9 jednostopých motorových vozidel).
Vesnici obsluhují vlakové spoje linky S91 a autobusové spoje linky 932 ty jsou zaintegrovány v IDS JMK.

## Průmysl v obci
V obci se nachází provozovna společnosti Italat, kde se vyrábějí sýry italského typu. Dále v obci fungují továrny firem SEIKO nebo Siempelkamp na výrobu průmyslových strojů, pekařství Bachan, zelinářství Němeček a také vinařství Blatel.

## Sport
V obci sídlí fotbalový klub FK Blatnice pod Svatým Antonínkem. 

## Samospráva a politika
Správu nad obcí vykonává obecní zastupitelstvo v čele se starostou. Je voleno v komunálních volbách na čtyři roky a má 11 členů. 
V roce 2022 byli zvolní tito členové zastupitelstva : Ing. Antonín Hanák MBA (BEZPP), Bc. Štěpán Janás (BEZPP), Mgr. Pavla Kopečná Hrušková (Moravané), Petr Buzík (BEZPP), Mgr. František Frýdecký Ph.D. (BEZPP), Milena Nejezchlebová (BEZPP), Mgr. Hanačíková Alena (BEZPP), Pavel Petratur (BEZPP), Blahynková Svatava (BEZPP), Mgr. Ing. Jiří Těthal Ph.D. (BEZPP), Ing. David Vaněk (BEZPP).
Volební účast byla 64,46 % v jediném volebním okrsku. Ze zvolených zastupitelů bylo 10 bez stranické příslušnosti a 1 patří k Moravanům. Starostou se stal Petr Buzík. 

### Správní území
Obec leží v Jihomoravském kraji s 672 obcemi v okrese Hodonín s 82 obcemi, má status obce s rozšířenou působností a obce s pověřeným obecním úřadem je součástí správního obvodu Veselí nad Moravou s 22 obcemi. Skládá se s 1 katastrálního území a 1 části obce. Katastr obce hraničí se Zlínským krajem a jeho okresem Uherské Hradiště. Sousedními obcemi sídla jsou Ostrožská Lhota, Uherský Ostroh, Hluk, Lipov, Blatnička, Louka a Veselí nad Moravou.
Obec je členem mikroregionu Ostrožsko. Jedná se o vinařskou obec ve vinařské oblasti Morava, podoblasti Slovácké (viniční tratě Kamenice, Antonínek, Stará hora, Floriánky, Rybníčky, Nadhájčí, Dílce, Roháče, Humna).
Z církevního hlediska místní římskokatolická farnost patří do olomoucké arcidiecéze, moravské církevní provincie, děkanátu Veselí nad Moravou. Místní kostel má status farní.

## Významné osobnosti
- František Machala (14. prosince 1877 v Blatnici pod Svatým Antonínkem – 6. dubna 1937 v Praze) byl středoškolský profesor, překladatele z řečtiny, vychovatel jediného syna Albína Bráfa
- František Hána a jeho syn Josef („pantáta maléř“) – lidoví malíři